# John Paddy Carstairs
John Paddy Carstairs (11 de maio de 1910 – 12 de dezembro de 1970) foi um prolífico diretor de cinema da britânico (1933-1962) e diretor de televisão (1962-1964), geralmente de coração leve. Ele também era romancista e pintor de quadrinhos.

## Biografia
O filho de Nelson Keys, Carstairs mudou se nome para evitar de nepotismo. Ele dirigiu 37 filmes no total. Ele teve uma longa associação com o personagem Simon Templar (o criador do personagem, Leslie Charteris, dedicou o livro de 1963, The Saint in the Sun a Carstairs). Além de dirigir o filme Saint de 1939, The Saint in London, ele também dirigiu dois episódios de The Saint nos anos 1960, fazendo ele o único indivíduo (alem do próprio Charteris) a se conectar tanto ao filme de Hollywood quanto à série britânica de The Saint. Carstairs dirigiu muitas comédias britânicas, incluindo muitos dos filmes de Norman Wisdom.

## Morte
John Paddy morreu de ataque cardiaco em 12 de dezembro de 1970, aos 60 anos.